# .es
.esはスペインの国別コードトップレベルドメイン（ccTLD）。スペインのネットワークインフォメーションセンターが管理している。

## セカンドレベルドメイン
- .com.es
- .nom.es
- .org.es
- .gob.es - 政府機関他
- .edu.es - 教育機関他